# Луї-Арман де Він'єро дю Плессі, маркіз Рішельє
Луї-Арман де Він'єро дю Плессі (фр. Louis Armand de Vignerot du Plessis; 9 листопада 1654 — 22 жовтня 1730) — державний і військовий діяч Французького королівства.

## Життєпис
Належавдо роду дю Плессі де Рішельє. Син Жана Батиста Амадора де Він'єро дю Плессі, маркіза Рішельє, та Жанни Бове. Народився 1654 року в Парижі. У 1662 втратив батька, а 1663 року — матір. Виховувався родичкою Марією-Магдаленою де Він'єро, 1-ю герцогинею Егійон. 1675 року відповідно до заповіту останньої отримав права другої черги на герцогство Егійон.
Разом з тим вступив у батьківській спадок — маркізат Рішельє, графство Гемадек і баронство Пон-л'Аббе. Невдовзі закохався в доньку Гортензії Манчині і свого кузена Армана Шарля де Ла Порта, герцога де Ла Мейєре і Мазарині. Посилаючись на спорідненість, батько дівчини відмовив Лу-Арману. Тоді той викрав кохану з монастиря Сен-Марі-де-Шайо, втік з нею до Антверпену, де вони побралися. деякий час перебував в Лондоні. Невдовзі отримав прощення від короля Людовика XIV.
Розпочав військову службу під час Війни Аугсбурзької ліги, дослужившись до підполковника кавалерії. Втім не мавзначних військових талантів. Також брав участь у війні за іспанську спадщину.
1704 року після смерті вуйни Марії-Магдалени Терези де Він'єро дю Плессі, 2-ї герцогині Егійон, отримав права на герцогство Егійон та графство Аженуа. Втім через оскарження інших родичів до кінця життя не зміг отримати ці титули та землі. В останні роки був губернатором фортеці Ла-Фер в Пікардії, потім в Д'єппі в Нормандії. 1729 року помирає його дружина. 1730 року помер в Парижі.

## Родина
Дружина — Марія Шарлотта, донька Армана Шарля де Ла Порта, герцога Мазарині і де Ла Мейєре
Діти:
- Арман-Луї (1683—1750), герцог Егійон
- Інноцента-Луїза (д/н—1770), аббатиса